# Картињи л'Епине
Картињи л'Епине (фр. Cartigny-l'Epinay) насеље је и општина у северној Француској у региону Доња Нормандија, у департману Калвадос која припада префектури Баје.
По подацима из 2011. године у општини је живело 304 становника, а густина насељености је износила 29,72 становника/km². Општина се простире на површини од 10,23 km². Налази се на средњој надморској висини од 30 метара (максималној 66 m, а минималној 7 m).

## Демографија
| 1962. | 1968. | 1975. | 1982. | 1990. | 1999. | 2011. |
| ----- | ----- | ----- | ----- | ----- | ----- | ----- |
| 331   | 382   | 303   | 263   | 273   | 279   | 304   |

График промене броја становника у току последњих година